# Aston Martin DB4 GT Zagato
Aston Martin DB4 GT Zagato er en grand tourer sportsvogn, der blev designet af Zagato og produceret af Aston Martin mellem 1960 og 1963. Den blev introduceret i oktober 1960 ved London Motor Show, og er i praksis en DB4 GT, i en lettere udgave, der er forbedret af Zagatos designer Ercole Spada. Oprindeligt havde fabrikken planlagt at fremstillet 25 biler, men kravet var ikke så stort som forventet, og produktionen blev derfor reduceret til 20 eksemplarer..
Den oprindelige DB4 GT Zagatos popularitet resulterede i to efterfølgende udgaver af bilen baseret på DB4. De kendes som "Sanction II" og "Sanction III". Der er også en uautoriseret men lukrativ privat industri med at modificeres originale DB4 GT'er til Zagato-replikaer for at møde markedets efterspørgsel.